# Karl Baitz von Szapár
Karl Baitz von Szapár, avstrijski general, * 2. julij 1859, † 16. avgust 1924.

## Življenjepis
Med letoma 1911 in 1914 je bil poveljnik 50. pehotnega polka, ob izbruhu prve svetovne vojne je pa bil poveljnik  60. pehotne brigade.

## Pregled vojaške kariere
Napredovanja
- generalmajor: 1. januar 1915 (retroaktivno z dnem 20. decembrom 1914)
- podmaršal: 16. november 1917